# ربکا می
ربکا می (انگلیسی: Rebecca May؛ زادهٔ ۲۰ ژانویهٔ ۲۰۰۲) بازیکن فوتبال اهل انگلستان است که در پست هافبک برای دربی کانتی از لیگ ملی بانوان شمال انگلستان بازی می‌کند.
وی همچنین در تیم ملی فوتبال زیر ۱۷ سال زنان انگلستان بازی کرده است.